# Мухаммад Заман Мирза
Мухаммад Заман Мирза (1496—1539) — принц-тимурид, военачальник при могольских императорах Бабуре и Хумаюне. Он объявил себя правителем Гуджарата в 1537 году, но не получил поддержки местной знати.

## Биография
Сын Бади аз-Замана Мирзы (? — 1514), тимуридского правителя Балха и Герата. Его мать была дочерью Тахамтан-бека и племянницей Асад-бека. Мухаммад Заман Мирза был внуком султана Хусейна Мирзы Байкары и Беги Султан Бегум. Сам Заман Мирза был женат на Масуде Султан Бегум, дочери Бабура и Масумы Султан Бегум, дочери султана Ахмеда Мирзы.
Он попытался проявить свою независимость, но был заключен в тюрьму в Баяне по приказу императора Хумаюна, но ему удалось бежать и укрыться в султанате Гуджарат, где был принят султаном Кутб-уд-Дином Бахадур-шахом.
23 декабря 1534 года, находясь на борту галеона «Святой Матфей», султан Кутб-уд-Дин Бахадур-Шах подписал договор с португальцами. На основании условий соглашения Португальская империя получила контрольна городом Бассейн, а также его территориями, островами и морями. В 1535 году Гуджарат был оккупирован могольской армией Хумаюна, и Бахадур-шах заключить союз с португальцами, чтобы вернуть государство, уступив португальцам Даман и Диу, Мумбай и Васай. В феврале 1537 года он был убит португальцами во время посещения их корабле, стоявшем на якоре у берегов Гуджарата и его тело было сброшено в Аравийское море.
У султана Кутуб-уд-Дина Бахадур-шаха не было сыновей, поэтому после его смерти возникла некоторая неопределенность в отношении престолонаследия. Мухаммед Заман Мирза, беглый могольский военачальник, утверждал, что мать Бахадур-шаха усыновила его как своего сына. Видя опасность в этой декларации, гуджаратские аристократы выбрали своим преемником племянника Султана Кутб-уд-Дина Бахадур-шаха Мирана Мухаммада Шаха I из Хандеша, но он скончался по пути в Гуджарат. Наконец, гуджаратские дворяне выбрали своим преемником Махмуд-хана, сына брата Бахадура Латифа-Хана, и он вступил на престол как Махмуд-шах III 10 мая 1538 года.
Тогда Мухаммед Заман Мирза заключил соглашение с португальцами, в котором он должен был уступить Мангрол и Даман, а также близлежащее побережье в обмен на их поддержку, но гуджаратские дворяне изгнали Мухаммада Замана Мирзу, который бежал в Дели.